# Memoria secundaria
La memoria secundaria, memoria auxiliar, memoria periférica o memoria externa, también conocida como almacenamiento secundario, es el conjunto de dispositivos y soportes de almacenamiento de datos que conforman el subsistema de memoria de la computadora, junto con la memoria primaria o principal.
Puede denominarse periférico de almacenamiento o “memoria práctica”, en contraposición a la ‘memoria central’, porque en ocasiones puede considerarse como periférico de Entrada/Salida.
La memoria secundaria es un tipo de almacenamiento masivo y permanente (no volátil) con mayor capacidad para almacenar datos e información que la memoria primaria que es volátil, aunque la memoria secundaria es de menor velocidad.
Deben diferenciarse los “dispositivos o unidades de almacenamiento” de los “soportes o medios de almacenamiento”, porque los primeros son los aparatos que leen o escriben los datos almacenados en los soportes.

## Tipos de tecnología de memoria o almacenamiento
El proceso de transferencia de datos a un equipo de cómputo o sistema informático se llama "procedimiento de lectura". El proceso de transferencia de datos desde la computadora hacia el almacenamiento se denomina "procedimiento de escritura" o grabación.
Para almacenar información se pueden usar los siguientes tipos de tecnología:
1. Magnética (ejemplos: disquete, disco duro, cinta magnética).
2. Óptica (ejemplos: CD, DVD, BD).
3. Magneto-óptica (ejemplos: Disco Zip, Floptical, Minidisc).
4. Estado sólido o memoria Flash (ejemplos: memoria USB o pendrive; tarjetas de memoria: SD, MiniSD, microSD, MS, MMC, CF, SM).

La mayoría de los dispositivos y medios de almacenamiento emplean una tecnología u otra (almacenamiento magnético o almacenamiento óptico), y algunos utilizan ambas, llamados híbridos (almacenamiento magneto-óptico).
Otra categoría de almacenamiento, como el dispositivo de estado sólido, se utiliza con mayor frecuencia en las computadoras portátiles (netbooks, notebooks, ultrabooks), así como también en cámaras digitales, teléfonos inteligentes, tabléfonos y reproductores multimedia.
En función de la tecnología utilizada por los dispositivos y soportes, el almacenamiento se clasifica en:
- Almacenamiento magnético.
- Almacenamiento óptico.
- Almacenamiento magneto-óptico.
- Almacenamiento de estado sólido o almacenamiento electrónico.

### Almacenamiento óptico
En los discos ópticos la información se guarda de una forma secuencial en una espiral que comienza en el centro del disco.
Además de la capacidad, estos discos presentan ventajas como la fiabilidad, resistencia a los arañazos, la suciedad y a los efectos de los campos magnéticos.
Ejemplos:
- CD
  - CD-ROM: disco compacto de memoria de solo lectura
  - CD-R: disco compacto grabable
  - CD-RW: disco compacto regrabable
- DVD, discos de capacidad de 4,5 hasta 9,4 GB de escritura y múltiples lecturas:
  - DVD±R
    - DVD-R
    - DVD+R

  - DVD±RW: discos de capacidad de 4,5 hasta 9,4GB de múltiples escritura y múltiples lecturas:
    - DVD-RW
    - DVD+RW
- BD: tecnología de disco de alta densidad, desarrollada por Sony. Ganó la contienda, por ser el nuevo estándar contra su competidor el HD-DVD (DVD de Alta Definición). Su superioridad se debe a que hace uso de un láser con una longitud de onda "azul", en vez de "roja", tecnología que ha demostrado ser mucho más rápida y eficiente que la implementada por el DVD de alta definición.

### Almacenamiento magneto-óptico
Algunos dispositivos combinan la tecnología magnética y óptica, es decir, son dispositivos de almacenamiento híbridos y cuyos soportes son  discos magneto-ópticos.
Ejemplos:
- Disco Zip
- Floptical
- Minidisc

### Almacenamiento de estado sólido
El dispositivo o unidad de estado sólido (en inglés: Solid-State Drive, SSD) es un dispositivo de almacenamiento de datos que usa memoria no volátil, como la memoria flash, para almacenar datos e información, en lugar de los platos o discos magnéticos giratorios de los dispositivos de discos rígidos convencionales (en inglés, Hard Disk Drive, HDD).
Técnicamente no son discos, y a veces se confunde la "D" como disk en vez del término drive (unidad o dispositivo).
En comparación con los discos rígidos tradicionales, los dispositivos de estado sólido son menos sensibles a los golpes (más resistentes a los golpes o caídas), son prácticamente inaudibles o silenciosos y tienen un menor tiempo de acceso y de latencia. Los SSD hacen uso de la misma interfaz que los HDD y son fácilmente intercambiables sin tener que recurrir a adaptadores o tarjetas de expansión para compatibilizarlos con el equipo.
Ejemplos:
- Memoria USB.
- Tarjetas de memoria:
  - Secure Digital (SD),
    - MiniSD,
    - microSD,

  - Memory Stick (MS),
  - MultiMediaCard (MMC),
  - CompactFlash (CF),
  - SmartMedia (SM).

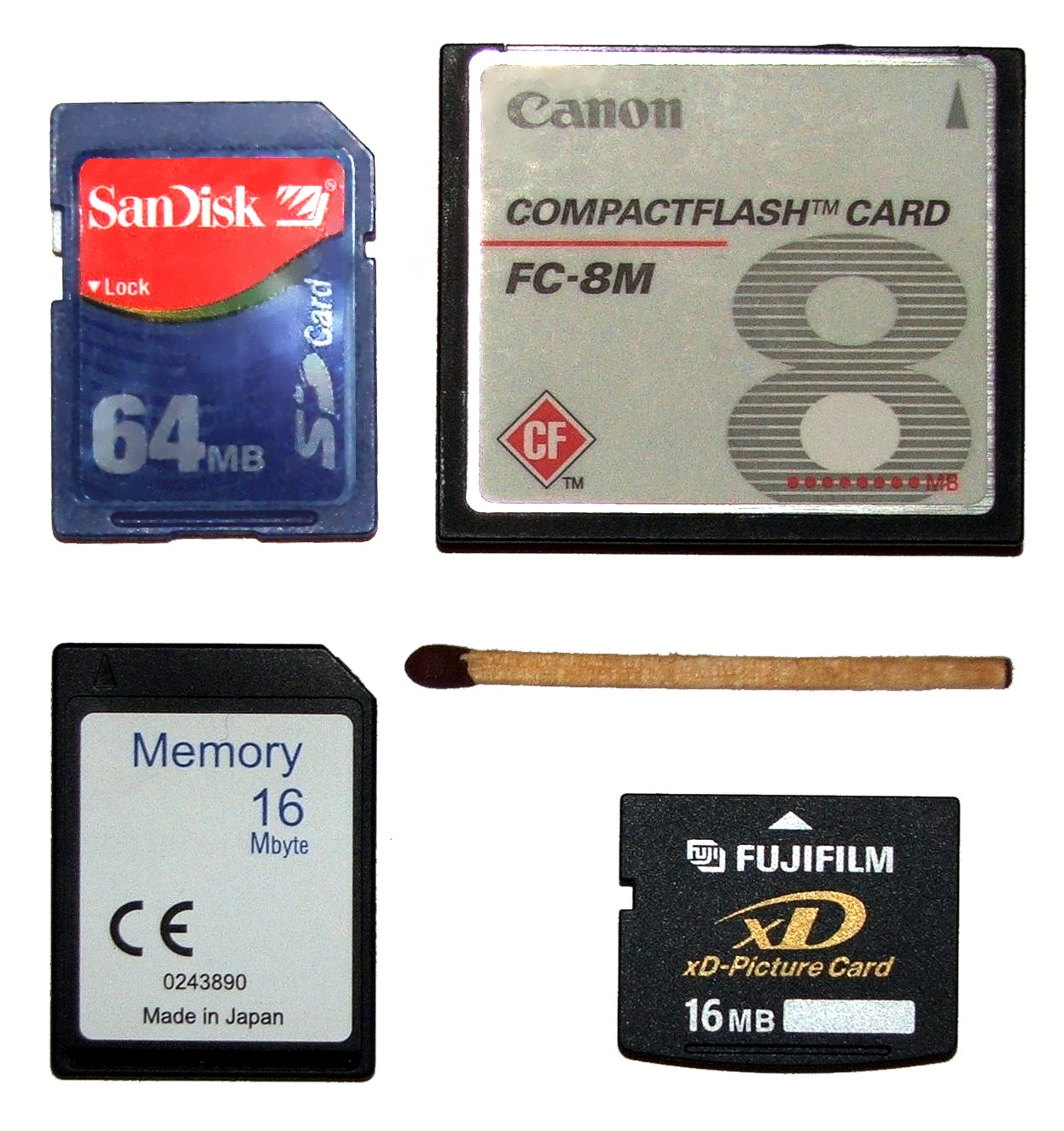
Diferentes tipos de tarjetas de memoria, comparadas con el tamaño de un fósforo o cerilla.
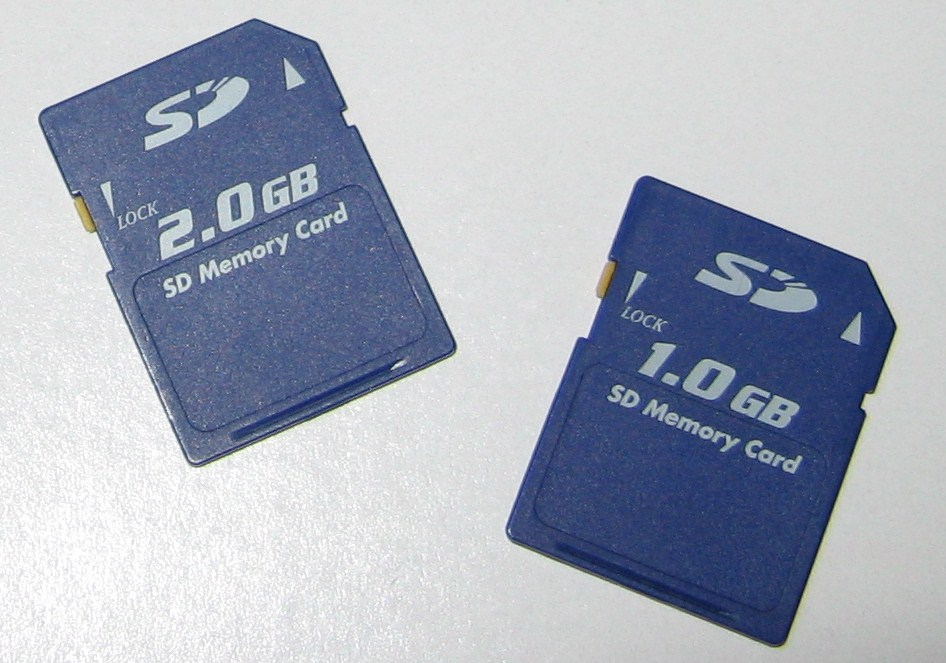
Tarjetas de memoria SD de 2 GB (izquierda) y 1 GB (derecha).
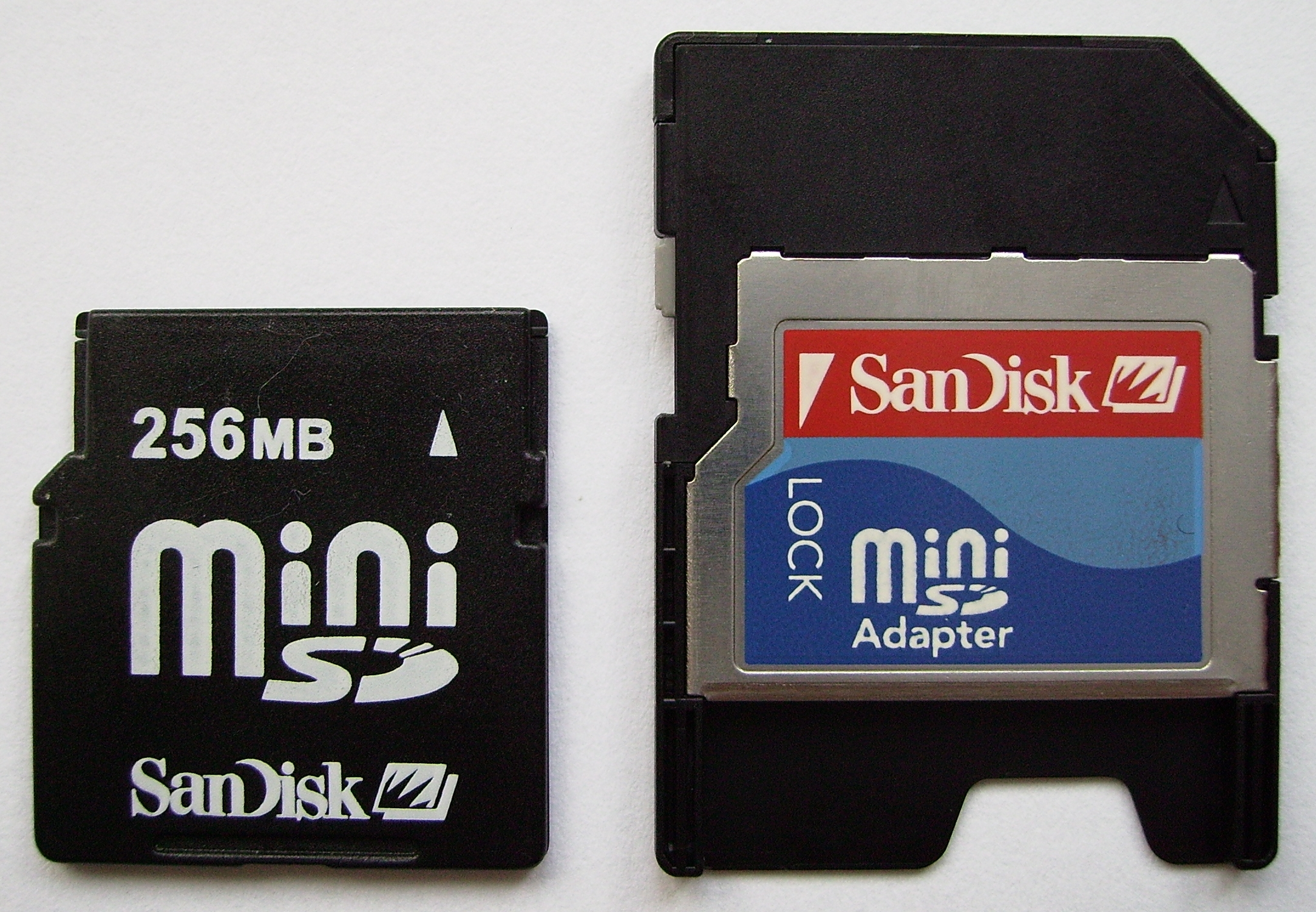
Tarjeta de memoria MiniSD de 256 MB (izquierda) y adaptador (derecha).
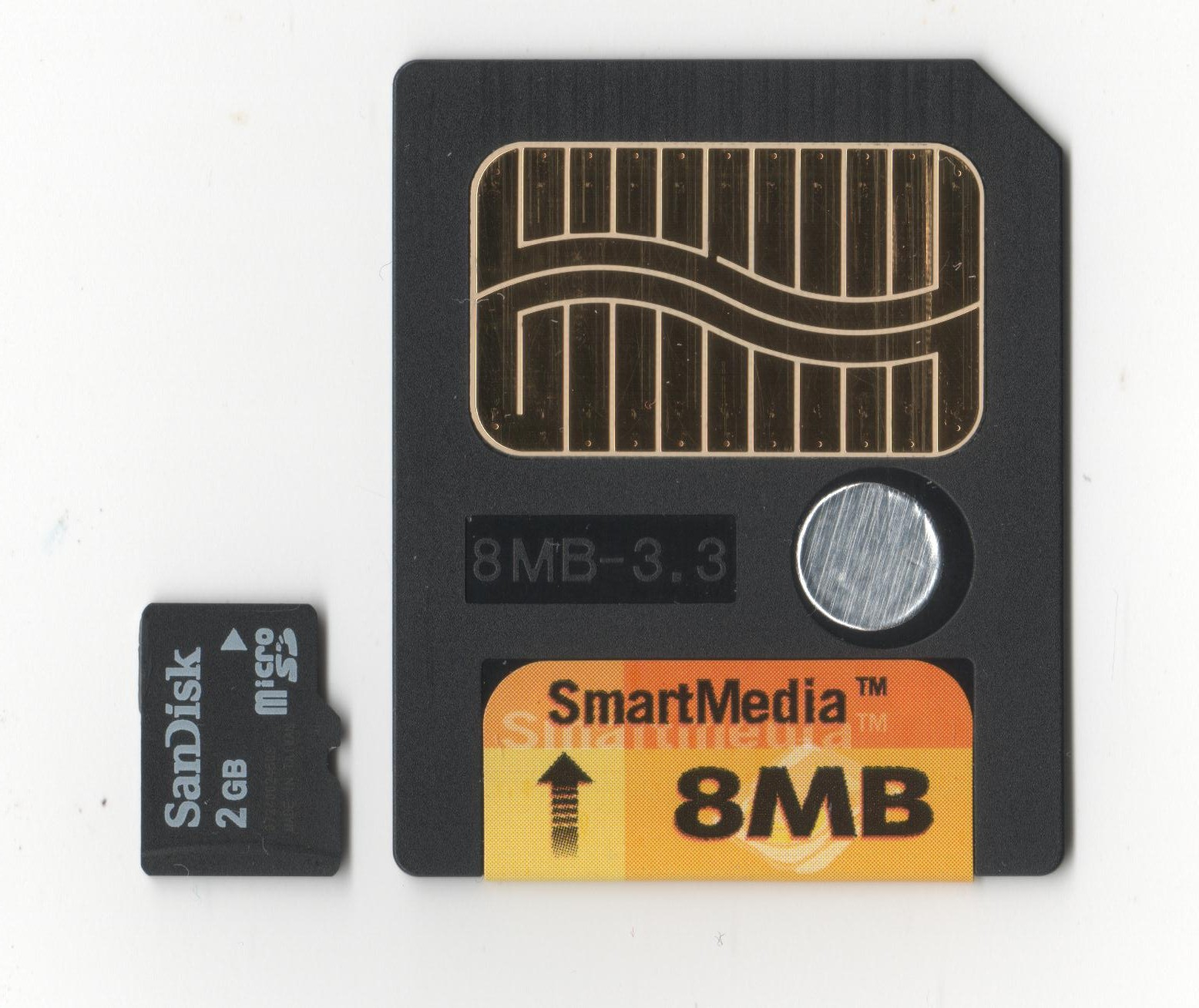
Tarjetas de memoria: microSD de 2 GB y SM de 8 MB.
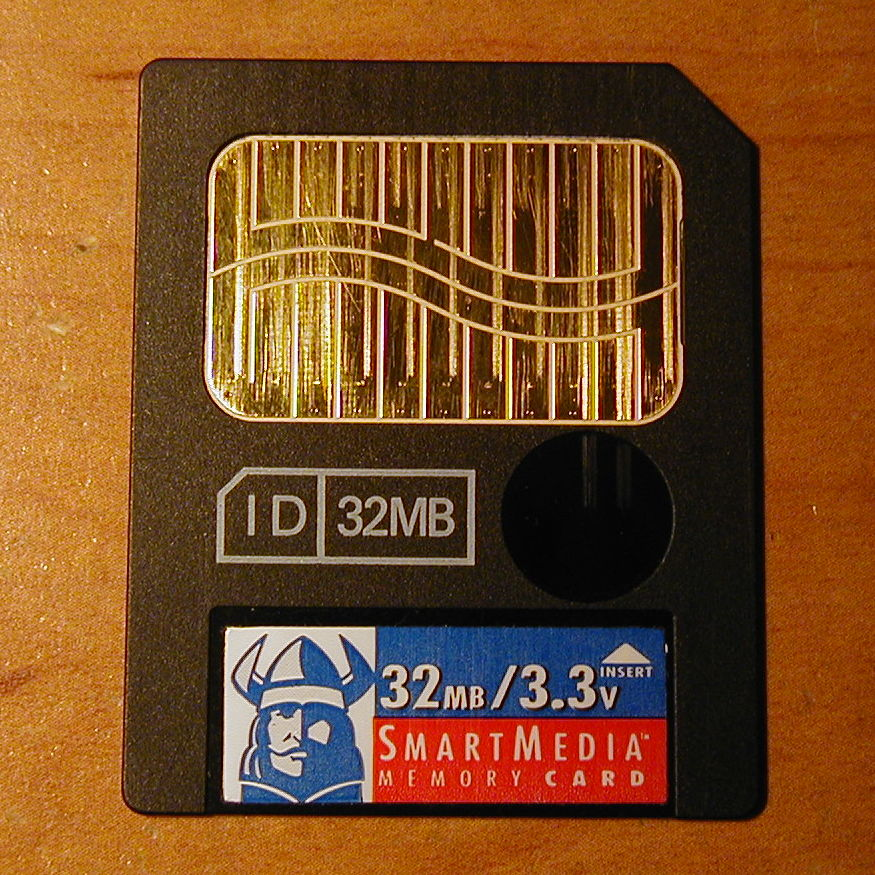
Tarjeta de memoria SM de 32 MB.
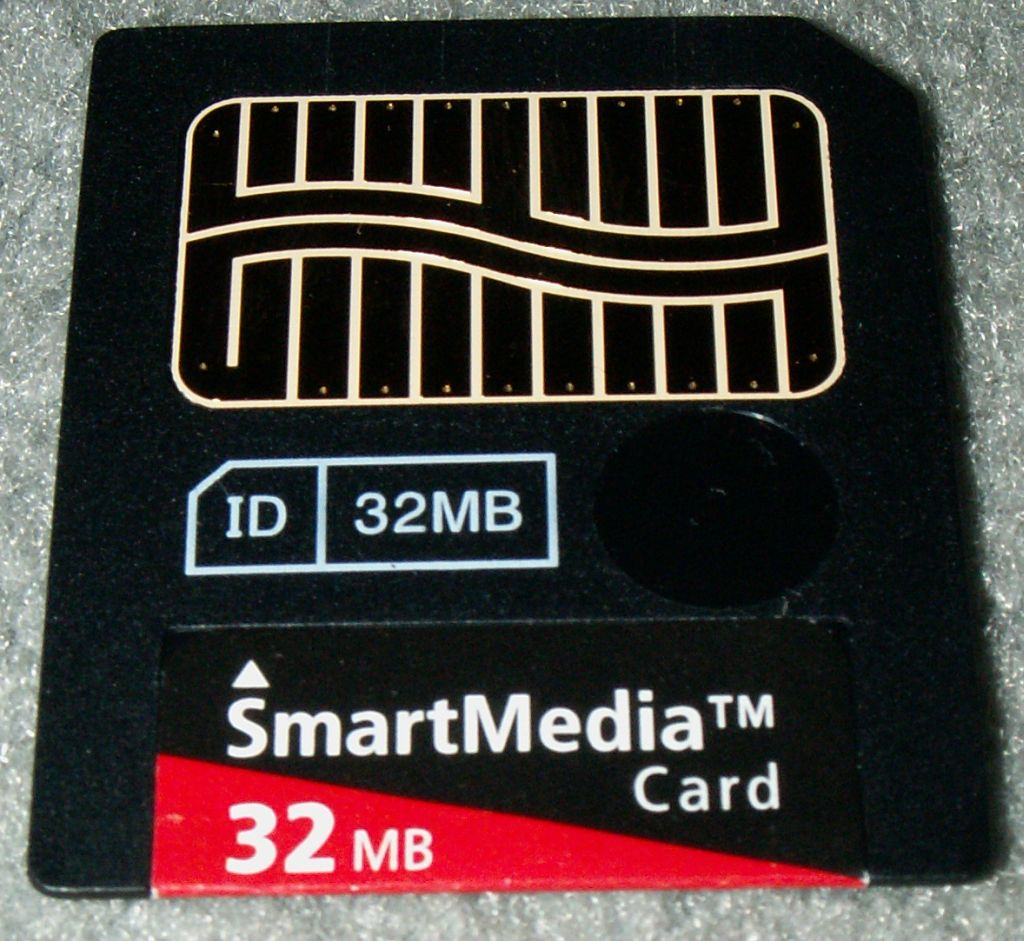
Tarjeta de memoria SM de 32 MB.
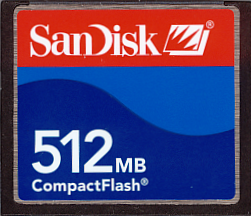
Tarjeta CF (tipo I) de 512 MB.
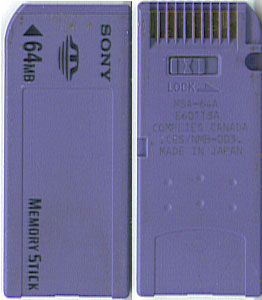
Tarjeta de memoria MS, vista frontal (izquierda) y trasera (derecha).
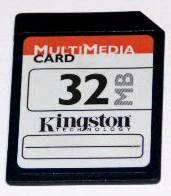
Tarjeta de memoria MMC de 32 MB.
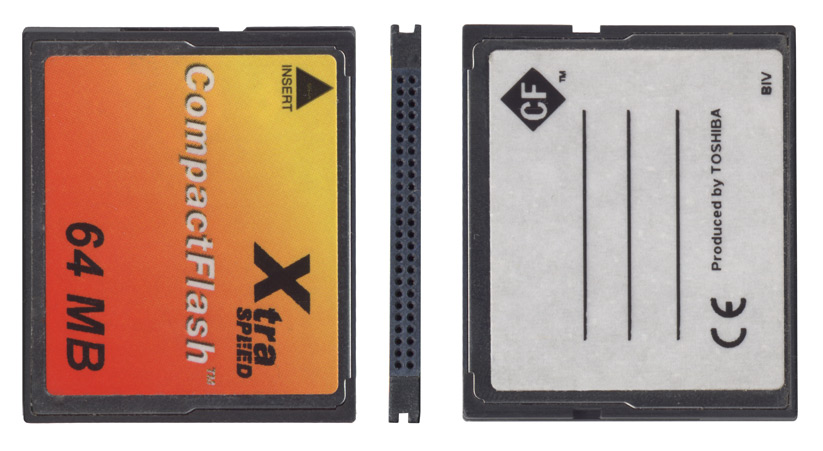
Tarjeta de memoria CF de 64 MB, vista frontal, lateral y trasera.
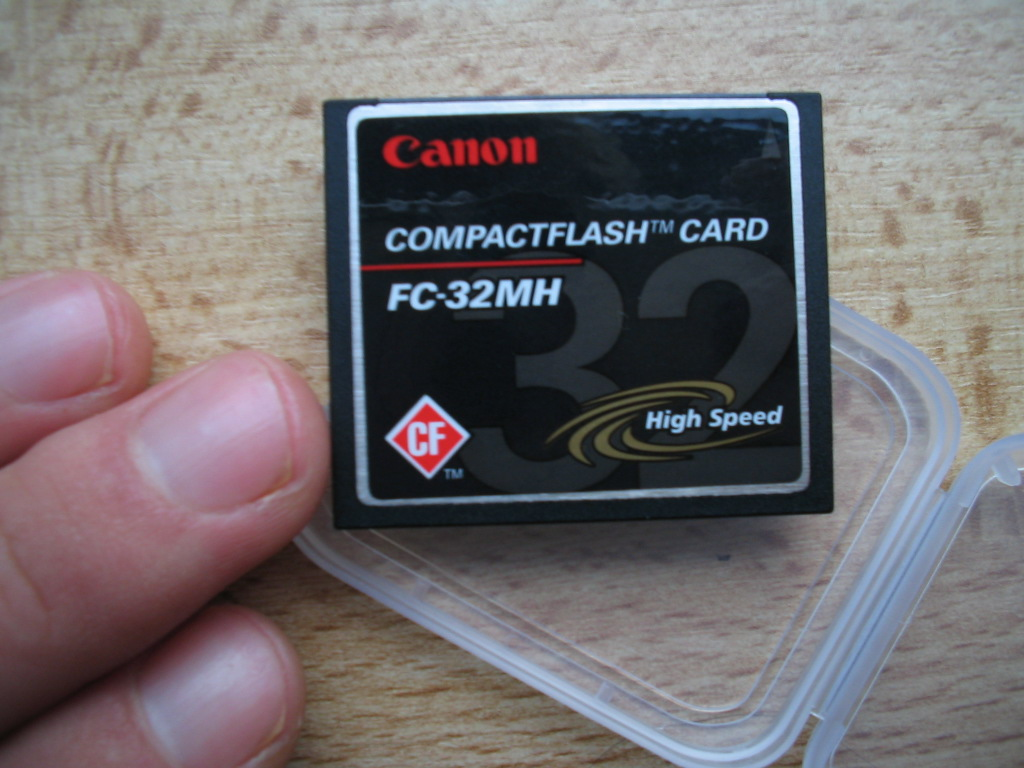
Tarjeta de memoria CF de 32 MB y estuche contenedor de plástico.
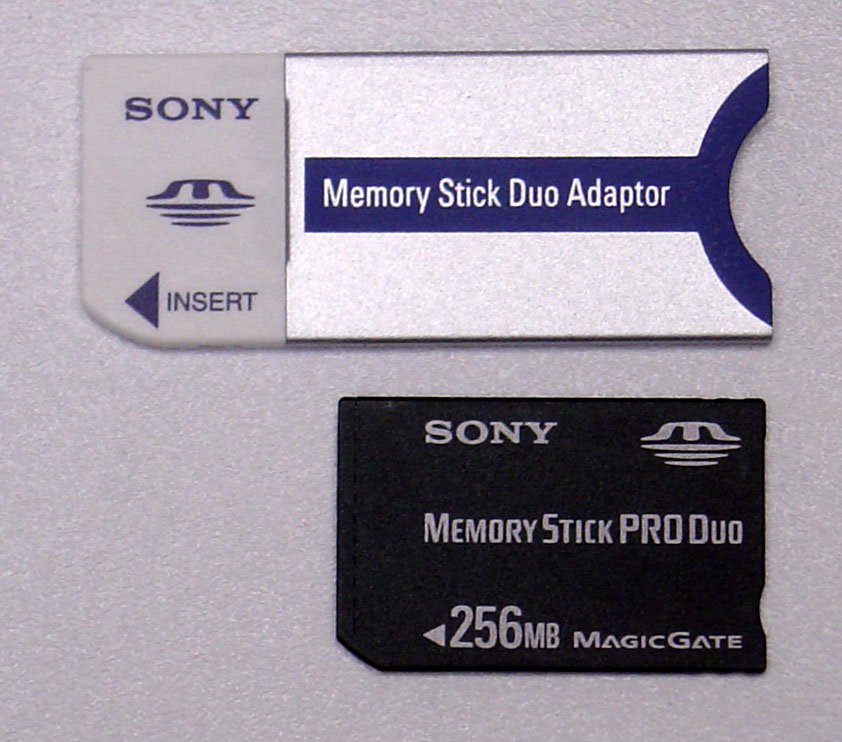
Tarjeta de memoria “MS PRO Duo” de 256 MB (inferior) y adaptador “MS Duo”.
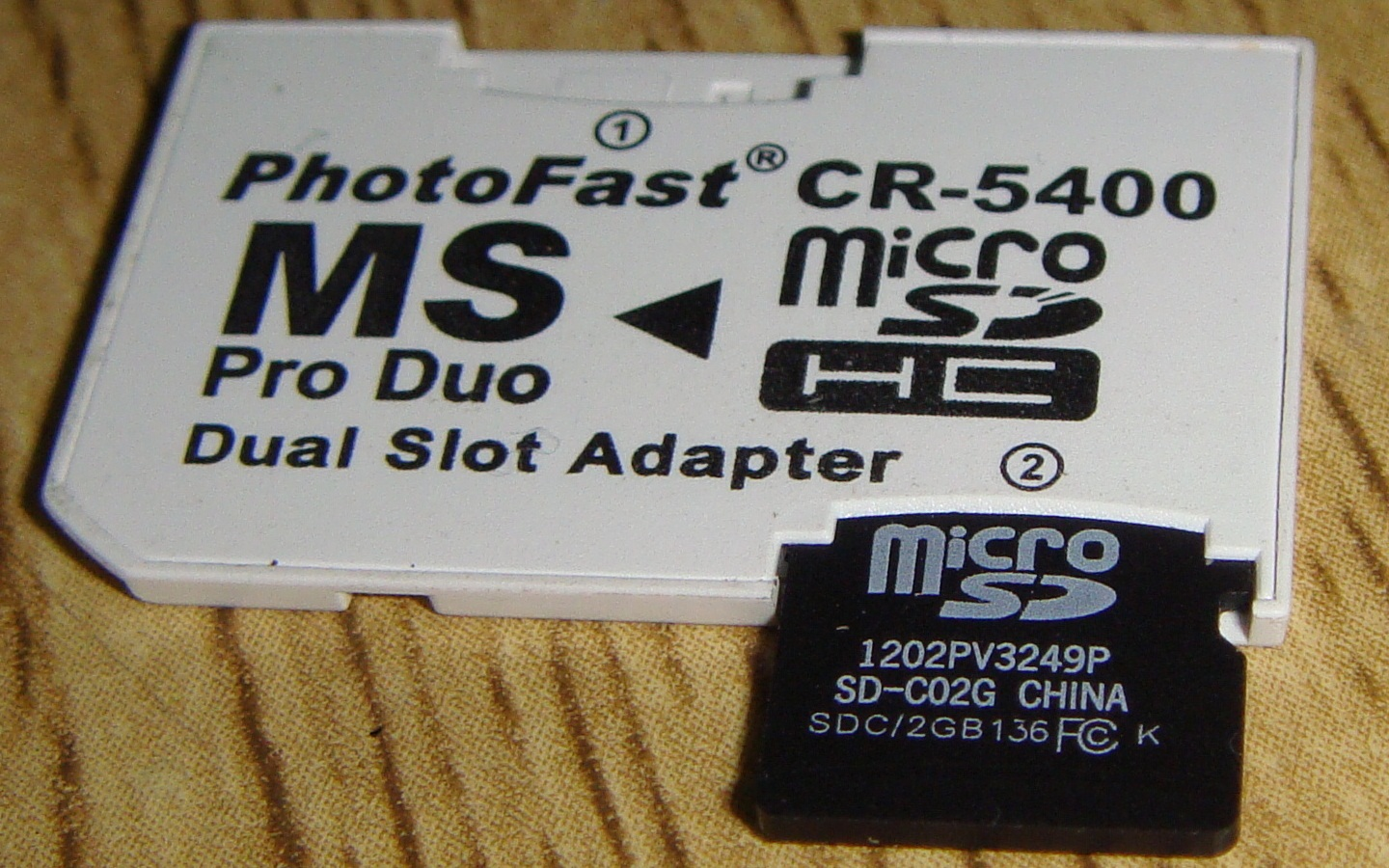
Adaptador con doble ranura de microSD a “MS Pro Duo”.
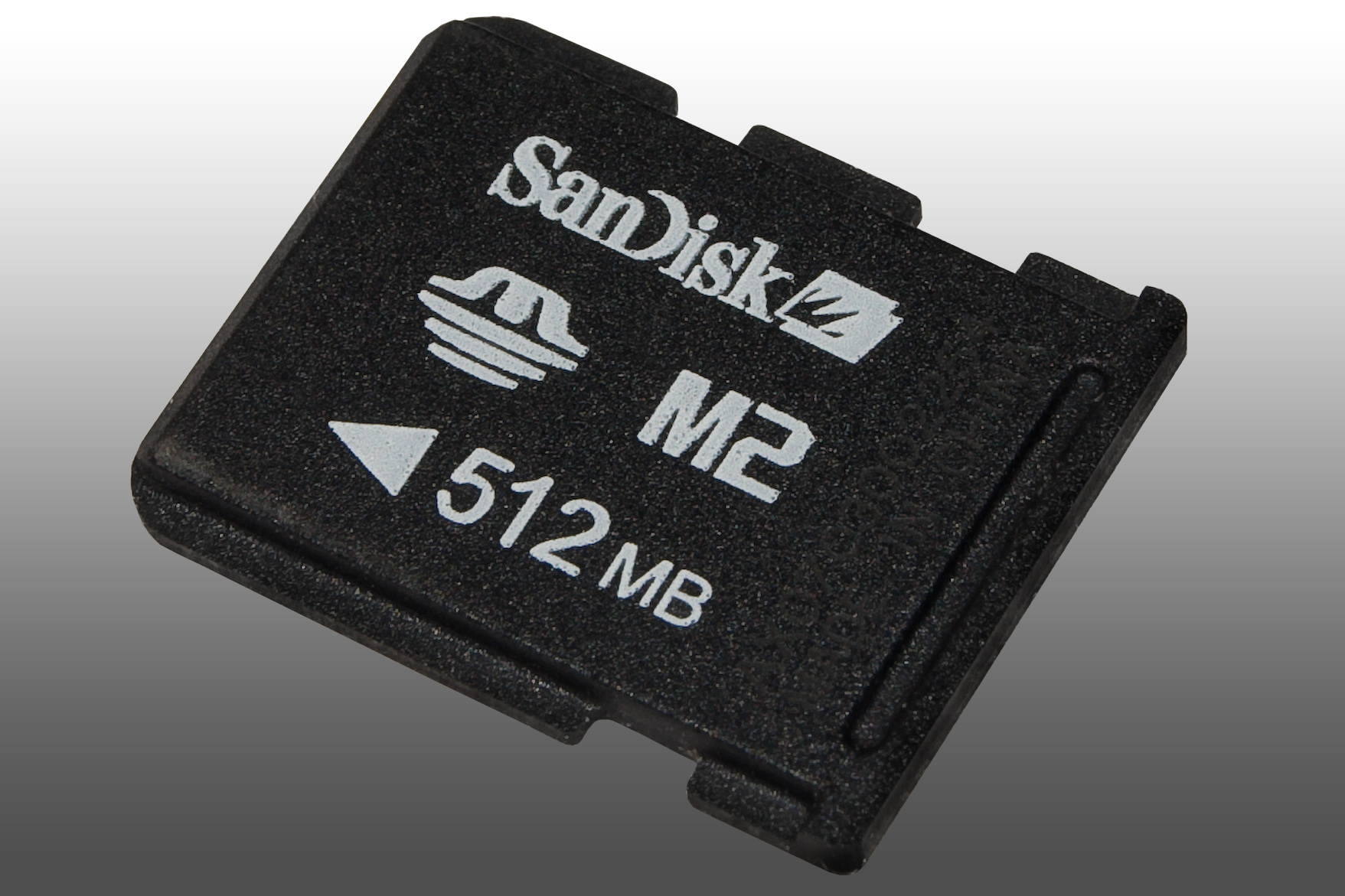
Tarjeta MS micro de 512 MB.

## Características de memoria secundaria
- Gran capacidad de almacenamiento.
- Conserva información a falta de alimentación eléctrica.
- Bajas velocidades de transferencia de información.
- Mismo formato de almacenamiento que en memoria primaria.
- Siempre es independiente de la CPU y de la memoria primaria. Debido a esto, los dispositivos de almacenamiento secundario, también son conocidos como, dispositivos de almacenamiento externo.